# لئونگ چوآ یان
لئونگ چوآ یان (انگلیسی: Leung Chu Yan؛ زادهٔ ۱۹۷۹) یک بازیکن تنیس روی میز اهل هنگ کنگ است.